# Ideologija neovisnosti Padanije
Padanska neovisnost, u nekim slučajevima padanski nacionalizam ili padanizam, politička je ideja etnonacionalističkog tipa rođena 1990-ih koju uglavnom promiče politička stranka Lega Nord. U statutu ove stranke stoji politička borba za postizanje neovisnosti Padanije demokratskim metodama.
Ideju su podržavali i podržavaju ljudi koji su igrali veću ili manju ulogu u političkoj povijesti Lege Nord, poput arhitekta Gilberta Oneta, politologa Gianfranca Miglia, političara Giancarla Pagliarinija, te neke manje političke strane poput Lige Slobodne Padanije. Izraz »Padanija« izvorno je bio čisto geografski, no počeo je dobivati političko značenje kada ga je prvi put sedamdesetih godina koristio predsjednik Emilije-Romagne Guido Fanti.

## Padanija i Lega Nord
Lega Nord je jednostrano proglasila neovisnost Padanije od Italije 15. rujna 1996. godine u Veneciji. Tog je dana tadašnji predsjednik Lege Nord Umberto Bossi čitajući Deklaraciju padanske neovisnosti proglasio: 
»Mi, narod Padanije, danas svečano proglašavamo Padaniju neovisnom federalnom republikom. Danas pružamo jedni drugima naše živote i našu čast.«
Slijedećih je godina Lega Nord osnovala nepriznati parlament u blizini Mantove, čiji su članovi izabrani na samoorganiziranim izborima, te vladu u Veneciji.
Lega Nord je i predložila zastavu »Alpsko sunce« i državnu himnu, Giuseppe Verdijev Va' pensiero. Lega Nord je pokušala i uspostaviti vlastite masmedije kao televizijski kanal TelePadania, radijski kanal Radio Padania Libera (»Radio Slobodna Padanija«) i dnevne novine La Padania.
Kasnije je i osnovana i nogometna reprezentacija Padanije koja je sudjelovala u nekim izdanjima VIVA Prvenstva.

## Galerija
- Natpis »Slobodna Padanija« na zidu u blizini Pontide.
- Plakat nogometnog susreta između Padanije i Tibeta.